# Boeing P-29
Boeing P-29 và XF7B-1 là một nỗ lực nhằm sản xuất một phiên bản hiện đại hơn của loại máy bay P-26 thành công trước đó.

## Tính năng kỹ chiến thuật (XF7B-1)
Dữ liệu lấy từ Boeing Aircraft since 1916
Đặc điểm tổng quát
- Kíp lái: 1
- Chiều dài: 22 ft 7 in (6,89 m)
- Sải cánh: 31 ft 11 in (9,73 m)
- Chiều cao: 7 ft 5 in (2,26 m)
- Diện tích cánh: 213 ft² (19,8 m²)
- Trọng lượng rỗng: 2.782 lb (1.265 kg)
- Trọng lượng có tải: 3.651 lb (1.660 kg)
- Động cơ: 1 × Pratt & Whitney R-1340-30 Wasp, 550 hp (410 kW)

 Hiệu suất bay 
- Vận tốc cực đại: 233 mph (203 knot, 375 km/h)
- Vận tốc hành trình: 200 mph (174 knot, 322 km/h)
- Tầm bay: 750 mi (652 nmi, 1,207 km)
- Trần bay: 29.200 ft (8.900 m)

Trang bị vũ khí

- Súng: 2× súng máy.30 in (7,62 mm)